# Bărăgan-sletten
Bărăgan-sletten (rumænsk: Câmpia Bărăganului   [kɨmˈpi.a bərəˈɡanuluj]) er en steppeslette i det sydøstlige Rumænien. Den udgør en stor del af den østlige del af den Rumænske slette. Regionen er kendt for sin sorte jord der er  rig på humus og er hovedsageligt et korndyrkningsområde.
Det er mod syd og øst afgrænset af floden Donau, og i nord af Buzău- og Călmățui-floderne, der begge er bifloder til Donau. Den vestlige grænse er en linje, der forbinder byerne Buzău, Urziceni, Budeşti og Oltenița. Sletten dækker praktisk talt distrikterne Ialomița og Călărași og strækker sig ind i den sydlige del af distrikterne Buzău og Brăila.
Byen Bukarest er ikke en del af Bărăgan, men ligger på Vlăsiei-sletten.

## Større bycentre
- Brăila – 180.302 (2011)
- Călărași – 65.181 (2011)
- Slobozia – 48.241 (2011)
- Feteşti – 30.217 (2011)

Byerne Buzău, Urziceni og Oltenița grænser op til sletterne, men betragtes ikke som en del af den egentlige sletter.

## Historie
På grund af mangel på skov i fortiden, var Bărăgan en vigtig rute for de migrerende folk, der strejfede i området, der i dag udgør det sydøstlige Rumænien. Bărăgan-steppen blev traditionelt brugt som græsgang af hyrderne i Karpaterne (inklusive Transsylvanien), men blev omdannet til agerjord i anden halvdel af det 19. århundrede.
Den blev, af de kommunistiske myndigheder,  brugt som et lejrområde under Bărăgan deportationerne i 1950'erne. Omkring 40.000 politiske fanger, inklusive Banat-schwabere, blev flyttet hertil fra den vestlige del af landet.

## Klima
Bărăgan-sletten har et barskt klima med varme og tørre somre og inkluderer det sted, hvor den højeste temperatur nogensinde i Rumænien blev registreret: 44,5 °C  , i Ion Sion, i august 1951. Vintrene er kolde og udsat for virkningerne af en type  snestorm, kendt som "crivăț" (også et navn for sletten, afledt af det cumanske sprog for "sted, hvor snestormen raser").
På grund af klimaet er det et af de mest ugæstfrie områder i Rumænien.

I sin roman, Ciulinii Bărăganului (Tidslerne på Baragan), beskriver den rumænske forfatter Panait Istrati Bărăgan-sletten som følger:
| Citat | Her vokser ingen træer, og der er så langt fra den ene vandbrønd til den anden, at man kan dø af tørst halvvejs. Indbyggeren i Bărăgan håber konstant, at der en dag vil komme nogen og lære ham at leve bedre i Bărăgan, i denne frygtelige vildmark, hvor vand er gemt i jordens dybeste indvolde, og hvor intet vokser undtagen tidsler. De dækker jorden på mindre end en uge. Det er det eneste, Bărăgan vil tolerere, bortset fra fårene, der begærer disse tidsler og fortærer dem grådigt. Når vinteren kommer, forlader hyrden dette gudsforladte land og vender hjem. Derefter tager Bărăgan sin hvide pels på og lægger sig til hvile i seks måneder. Her bor intet mere. Det er Bărăgan. | Citat |
|       | |       |